# Бібліотека на Вишгородській
Бібліотека на Вишгородській — громадська бібліотека у Подільському районі Києва.

## Адреса
04074 м.Київ вулиця Вишгородська, 29, телефон (044) 430-00-04

## Опис
Площа приміщення бібліотеки — 190,7 м², бібліотечний фонд — 34,4 тис. примірників. Щорічно обслуговує 5,2 тис. користувачів, кількість відвідувань за рік — 29,2 тис., документовидач — 120,2 тис. примірників.
Бібліотека веде картотеку країнознавства «Увесь світ». У бібліотеці проходять зустрічі-діалоги, літературно-мистецькі години, конкурси, огляди літератури тощо.
Надаються послуги ВСО та МБА.

## Історія
Бібліотека заснована в 1954 року. Ім'я російського письменника Олександра Грибоєдова присвоєне у 1955 році.
9 листопада 2023 року Київрада своїм рішенням перейменувала бібліотеку на Бібліотеку на Вишгородській. Причиною перейменування була кампанія деколонізації, що активізувалася після початку широкомасштабного воєнного вторгнення Росії в Україну.